# Férfi egyéni műkorcsolya az 1936. évi téli olimpiai játékokon
Az 1936. évi téli olimpiai játékokon a műkorcsolya férfi egyéni versenyszámát február 8. és 14. között rendezték. Az aranyérmet az osztrák Karl Schäfer nyerte. A Magyarországot képviselő Terták Elemér a 8., Pataky Dénes a 9. helyen végzett.

## Eredmények
Hét bíró pontozta a versenyzőket. A pontok alapján a bírók mindegyikénél külön-külön kialakult egy sorrend, az egyes szakaszokban (kötelező elemek, kűr) és az összesítésnél is, ez egy helyezési pontszámot is jelentett. Az egyes szakaszok, valamint az összesítés eredménye a következő kritériumok alapján alakult ki:
1. „Többségi helyezések száma”. Az a versenyző végzett előrébb, akit a bírók többsége előrébb rangsorolt. A bírók többsége azt jelentette, hogy a legjobb 4 helyezést adó bíró helyezési pontszámait vették figyelembe, de ha a 4. bíró helyezésével még volt azonos helyezés, akkor az(oka)t is figyelembe vették. Ezt az adatot tartalmazza az oszlop. (Pl. a „6×3+” azt jelenti, hogy a versenyző 6 bírónál az első 3 hely valamelyikén végzett.)
2. „Helyezések összege” (az összes bíró helyezési pontszámainak összege)
3. „Pont” (az összes bíró által adott összpontszám)
4. A kötelező elemek pontszáma

### Kötelező elemek
A kötelező programot február 8-án rendezték.
| Hely. | Versenyző          | Nemzet                 | Többségi helyezések száma | Helyezések összege | Pont   |
| ----- | ------------------ | ---------------------- | ------------------------- | ------------------ | ------ |
| 1.    | Karl Schäfer       | Ausztria (AUT)         | 7×1+                      | 7,0                | 1756,0 |
| 2.    | Graham Sharp       | Nagy-Britannia (GBR)   | 5×4+                      | 26,5               | 1663,9 |
| 3.    | Ernst Baier        | Németország (GER)      | 5×4+                      | 26,5               | 1659,3 |
| 4.    | Montgomery Wilson  | Kanada (CAN)           | 4×4+                      | 27,0               | 1665,0 |
| 5.    | Felix Kaspar       | Ausztria (AUT)         | 5×5+                      | 33,0               | 1638,5 |
| 6.    | Marcus Nikkanen    | Finnország (FIN)       | 4×7+                      | 44,0               | 1598,2 |
| 7.    | Pataky Dénes       | Magyarország (HUN)     | 4×8+                      | 54,0               | 1583,8 |
| 8.    | Jack Dunn          | Nagy-Britannia (GBR)   | 4×8+                      | 63,0               | 1556,0 |
| 9.    | Terták Elemér      | Magyarország (HUN)     | 4×9+                      | 63,0               | 1558,8 |
| 10.   | Geoffrey Yates     | Nagy-Britannia (GBR)   | 5×12+                     | 78,5               | 1511,0 |
| 11.   | Freddie Tomlins    | Nagy-Britannia (GBR)   | 4×11+                     | 84,5               | 1496,0 |
| 12.   | Erle Reiter        | Egyesült Államok (USA) | 5×12+                     | 80,0               | 1508,8 |
| 13.   | Robin Lee          | Egyesült Államok (USA) | 6×13+                     | 82,0               | 1513,5 |
| 14.   | Hellmut May        | Ausztria (AUT)         | 5×15+                     | 96,5               | 1477,1 |
| 15.   | Lucian Büeler      | Svájc (SUI)            | 4×15+                     | 104,5              | 1479,4 |
| 16.   | Leopold Linhart    | Ausztria (AUT)         | 4×16+                     | 104,0              | 1458,7 |
| 17.   | Katajama Tosiicsi  | Japán (JPN)            | 4×16+                     | 108,0              | 1464,4 |
| 18.   | George Hill        | Egyesült Államok (USA) | 5×19+                     | 128,5              | 1413,3 |
| 19.   | Günther Lorenz     | Németország (GER)      | 4×19+                     | 138,0              | 1391,9 |
| 20.   | Oimacu Kazujosi    | Japán (JPN)            | 4×20+                     | 141,0              | 1384,3 |
| 21.   | Roman Turuşanco    | Románia (ROU)          | 4×20+                     | 144,0              | 1378,9 |
| 22.   | Jaroslav Sadílek   | Csehszlovákia (TCH)    | 5×22+                     | 147,5              | 1352,1 |
| 23.   | Vatanabe Zendzsiró | Japán (JPN)            | 5×23+                     | 156,5              | 1340,4 |
| 24.   | Haszegava Cugio    | Japán (JPN)            | 7×24+                     | 162,5              | 1302,0 |
| 25.   | Verners Auls       | Lettország (LAT)       | 7×25+                     | 175,0              | 901,2  |

### Kűr
A kűrt február 14-én rendezték. A pontszám a bírók által adott pontok 15-szöröse.
| Hely. | Versenyző          | Nemzet                 | Többségi helyezések száma | Helyezések összege | Pont   |
| ----- | ------------------ | ---------------------- | ------------------------- | ------------------ | ------ |
| 1.    | Karl Schäfer       | Ausztria (AUT)         | 6×1+                      | 8,0                | 1203,0 |
| 2.    | Felix Kaspar       | Ausztria (AUT)         | 4×2+                      | 17,5               | 1162,5 |
| 3.    | Jack Dunn          | Nagy-Britannia (GBR)   | 5×3+                      | 21,5               | 1158,0 |
| 4.    | Ernst Baier        | Németország (GER)      | 6×4+                      | 24,0               | 1146,0 |
| 5.    | Montgomery Wilson  | Kanada (CAN)           | 4×6+                      | 48,0               | 1096,5 |
| 6.    | Graham Sharp       | Nagy-Britannia (GBR)   | 4×7+                      | 49,5               | 1095,0 |
| 7.    | Leopold Linhart    | Ausztria (AUT)         | 5×7+                      | 52,5               | 1090,5 |
| 8.    | Terták Elemér      | Magyarország (HUN)     | 4×7+                      | 50,0               | 1093,5 |
| 9.    | Marcus Nikkanen    | Finnország (FIN)       | 5×9+                      | 66,5               | 1066,5 |
| 10.   | Freddie Tomlins    | Nagy-Britannia (GBR)   | 4×9+                      | 69,0               | 1054,5 |
| 11.   | Pataky Dénes       | Magyarország (HUN)     | 4×11+                     | 81,0               | 1039,5 |
| 12.   | Günther Lorenz     | Németország (GER)      | 4×12+                     | 96,5               | 1012,5 |
| 13.   | Robin Lee          | Egyesült Államok (USA) | 4×13+                     | 86,0               | 1027,5 |
| 14.   | Roman Turuşanco    | Románia (ROU)          | 4×14+                     | 106,0              | 985,5  |
| 15.   | Hellmut May        | Ausztria (AUT)         | 5×15+                     | 101,5              | 1006,5 |
| 16.   | Katajama Tosiicsi  | Japán (JPN)            | 4×16+                     | 114,0              | 967,5  |
| 17.   | Erle Reiter        | Egyesült Államok (USA) | 4×18+                     | 116,5              | 961,5  |
| 18.   | Vatanabe Zendzsiró | Japán (JPN)            | 4×18+                     | 126,0              | 937,5  |
| 19.   | Oimacu Kazujosi    | Japán (JPN)            | 4×19+                     | 124,5              | 948,0  |
| 20.   | Geoffrey Yates     | Nagy-Britannia (GBR)   | 4×20+                     | 135,0              | 930,0  |
| 21.   | Lucian Büeler      | Svájc (SUI)            | 5×20+                     | 137,0              | 925,5  |
| 22.   | Haszegava Cugio    | Japán (JPN)            | 6×22+                     | 145,5              | 900,0  |
| 23.   | George Hill        | Egyesült Államok (USA) | 7×23+                     | 156,0              | 862,5  |
| 24.   | Jaroslav Sadílek   | Csehszlovákia (TCH)    | 7×24+                     | 168,0              | 783,0  |
| 25.   | Verners Auls       | Lettország (LAT)       | 7×25+                     | 175,0              | 657,0  |

### Végeredmény
| Helyezés | Versenyző          | Nemzet                 | Helyezési pontszámok bírónként | Helyezési pontszámok bírónként | Helyezési pontszámok bírónként | Helyezési pontszámok bírónként | Helyezési pontszámok bírónként | Helyezési pontszámok bírónként | Helyezési pontszámok bírónként | Több. hely. száma | Hely. össz. | Pont   |
| Helyezés | Versenyző          | Nemzet                 | 1                              | 2                              | 3                              | 4                              | 5                              | 6                              | 7                              | Több. hely. száma | Hely. össz. | Pont   |
| -------- | ------------------ | ---------------------- | ------------------------------ | ------------------------------ | ------------------------------ | ------------------------------ | ------------------------------ | ------------------------------ | ------------------------------ | ----------------- | ----------- | ------ |
| Arany    | Karl Schäfer       | Ausztria (AUT)         | 1,0                            | 1,0                            | 1,0                            | 1,0                            | 1,0                            | 1,0                            | 1,0                            | 7×1+              | 7           | 2959,0 |
| Ezüst    | Ernst Baier        | Németország (GER)      | 4,0                            | 4,0                            | 4,0                            | 2,0                            | 3,0                            | 5,0                            | 2,0                            | 6×4+              | 24          | 2805,3 |
| Bronz    | Felix Kaspar       | Ausztria (AUT)         | 3,0                            | 3,0                            | 2,0                            | 4,0                            | 2,0                            | 7,0                            | 3,0                            | 5×3+              | 24          | 2801,0 |
| 4.       | Montgomery Wilson  | Kanada (CAN)           | 2,0                            | 5,0                            | 3,0                            | 3,0                            | 4,0                            | 8,0                            | 5,0                            | 4×4+              | 30          | 2761,5 |
| 5.       | Graham Sharp       | Nagy-Britannia (GBR)   | 6,0                            | 2,0                            | 6,0                            | 7,0                            | 5,0                            | 4,0                            | 4,0                            | 4×5+              | 34          | 2758,9 |
| 6.       | Jack Dunn          | Nagy-Britannia (GBR)   | 5,0                            | 6,0                            | 7,0                            | 6,0                            | 6,0                            | 6,0                            | 6,0                            | 6×6+              | 42          | 2714,0 |
| 7.       | Marcus Nikkanen    | Finnország (FIN)       | 7,0                            | 7,0                            | 5,0                            | 5,0                            | 12,0                           | 9,0                            | 9,0                            | 4×7+              | 54          | 2664,7 |
| 8.       | Terták Elemér      | Magyarország (HUN)     | 10,0                           | 9,0                            | 9,0                            | 8,0                            | 9,0                            | 3,0                            | 8,0                            | 6×9+              | 56          | 2652,3 |
| 9.       | Pataky Dénes       | Magyarország (HUN)     | 9,0                            | 12,0                           | 12,0                           | 11,0                           | 7,0                            | 2,0                            | 7,0                            | 4×9+              | 60          | 2623,3 |
| 10.      | Freddie Tomlins    | Nagy-Britannia (GBR)   | 11,0                           | 8,0                            | 14,0                           | 12,0                           | 11,0                           | 10,0                           | 11,0                           | 5×11+             | 77          | 2550,5 |
| 11.      | Leopold Linhart    | Ausztria (AUT)         | 15,0                           | 14,0                           | 11,0                           | 10,0                           | 8,0                            | 12,0                           | 10,0                           | 4×11+             | 80          | 2549,2 |
| 12.      | Robin Lee          | Egyesült Államok (USA) | 8,0                            | 13,0                           | 8,0                            | 9,0                            | 13,0                           | 15,0                           | 14,0                           | 5×13+             | 80          | 2541,0 |
| 13.      | Erle Reiter        | Egyesült Államok (USA) | 12,0                           | 10,0                           | 10,0                           | 13,0                           | 18,0                           | 16,0                           | 16,0                           | 4×13+             | 95          | 2470,3 |
| 14.      | Hellmut May        | Ausztria (AUT)         | 16,0                           | 16,0                           | 16,0                           | 15,0                           | 10,0                           | 11,0                           | 12,0                           | 4×15+             | 96          | 2483,6 |
| 15.      | Katajama Tosiicsi  | Japán (JPN)            | 20,0                           | 15,0                           | 13,0                           | 14,0                           | 14,0                           | 17,0                           | 15,0                           | 5×15+             | 108         | 2431,9 |
| 16.      | Geoffrey Yates     | Nagy-Britannia (GBR)   | 13,0                           | 11,0                           | 15,0                           | 18,0                           | 17,0                           | 19,0                           | 17,0                           | 5×17+             | 110         | 2441,0 |
| 17.      | Lucian Büeler      | Svájc (SUI)            | 14,0                           | 17,0                           | 19,0                           | 17,0                           | 16,0                           | 18,0                           | 18,0                           | 4×17+             | 119         | 2404,9 |
| 18.      | Günther Lorenz     | Németország (GER)      | 19,0                           | 18,0                           | 22,0                           | 19,0                           | 15,0                           | 13,0                           | 13,0                           | 4×18+             | 119         | 2404,4 |
| 19.      | Roman Turuşanco    | Románia (ROU)          | 18,0                           | 19,0                           | 18,0                           | 16,0                           | 21,0                           | 14,0                           | 22,0                           | 4×18+             | 128         | 2364,4 |
| 20.      | Oimacu Kazujosi    | Japán (JPN)            | 21,0                           | 20,0                           | 17,0                           | 21,0                           | 19,0                           | 20,0                           | 21,0                           | 4×20+             | 139         | 2332,3 |
| 21.      | Vatanabe Zendzsiró | Japán (JPN)            | 23,0                           | 22,0                           | 20,0                           | 20,0                           | 20,0                           | 23,0                           | 19,0                           | 4×20+             | 147         | 2277,9 |
| 22.      | George Hill        | Egyesült Államok (USA) | 17,0                           | 21,0                           | 21,0                           | 22,0                           | 22,0                           | 21,0                           | 24,0                           | 4×21+             | 148         | 2275,8 |
| 23.      | Haszegava Cugio    | Japán (JPN)            | 22,0                           | 23,0                           | 23,0                           | 23,0                           | 24,0                           | 24,0                           | 23,0                           | 5×23+             | 162         | 2202,0 |
| 24.      | Jaroslav Sadílek   | Csehszlovákia (TCH)    | 24,0                           | 24,0                           | 24,0                           | 24,0                           | 23,0                           | 22,0                           | 20,0                           | 7×24+             | 161         | 2135,1 |
| 25.      | Verners Auls       | Lettország (LAT)       | 25,0                           | 25,0                           | 25,0                           | 25,0                           | 25,0                           | 25,0                           | 25,0                           | 7×25+             | 175         | 1558,2 |